# Brecht Forum
Das Brecht Forum ist ein marxistisch orientiertes Bildungs- und Kulturzentrum in Brooklyn, New York, benannt nach dem deutschen Dichter Bertolt Brecht. Im Laufe der Jahre hat das Forum ein weit gespanntes Programm von Kursen, Vorträgen und Seminaren, Ausstellungen, Workshops und Sprachkursen angeboten.

## Geschichte
Das Forum wurde 1975 von Aktivisten aus der Bürgerrechtsbewegung, den Gewerkschaften und der Studentenbewegung gegründet. 2004 zog es nach 451 West Street, New York City, vormals die Adresse von Serge Gym. Heute befindet es sich in Brooklyn in der 338 Atlantic Avenue. Jedes Jahr finden eine Vielzahl an Veranstaltungen statt, darunter das Labor des Theaters der Unterdrückten,  das Institut für Volkserziehung und die Sende-Folgen des „Neuen Kabaretts“. Das Brecht Forum ist ein Treffpunkt für Kommunikation und Kunstausstellungen.

## Finanz-Krise im Fokus
Am 6. Oktober 2008 wurde ein Diskussionsforum zum Thema Finanzkrise eingerichtet, zu dem Naomi Klein, Arun Gupta, Frances Fox Piven, William Greider und Doug Henwood gehörten.